# Por la boca vive el pez (single)
"Por la boca vive el pez" es una canción de la banda española Fito & Fitipaldis, lanzada en 2006 como parte de su cuarto álbum de estudio del mismo nombre "Por la boca vive el pez" a través de la discográfica Warner Music. La canción combina elementos de rock, blues y pop, caracterizándose por su ritmo pegadizo y la mezcla de guitarras eléctricas y acústicas. La letra, escrita por Adolfo "Fito" Cabrales, aborda temas de contradicciones humanas y aprendizaje personal.

## Composición y estilo
La canción se caracteriza por una mezcla de rock, blues y tintes de pop. Con un ritmo pegadizo y una melodía que combina guitarras eléctricas y acústicas, "Por la boca vive el pez" captura el estilo característico de la banda, marcado por su honestidad y sensibilidad musical.
Fue grabado en los estudios Music Lan Recording Studios en Aviñonet (Gerona). Cuando terminaron el disco,  viajaron a Nueva York para ser mezcladas en los estudios Magnetic por las hábiles manos de Blaney.
En cuanto a la letra, la canción reflexiona sobre las contradicciones humanas, los errores y el aprendizaje personal, expresando un mensaje de superación y autenticidad.

## Recepción y éxito
El álbum Por la boca vive el pez tuvo una recepción comercial notable, alcanzando el cuádruple disco de platino en España por ventas superiores a 320.000 copias. La canción se convirtió rápidamente en una de las más representativas de Fito & Fitipaldis y es habitual en sus presentaciones en vivo. Además, "Por la boca vive el pez" alcanzó el número 1 en la lista de LOS40. A través de medios de streaming, ha logrado más de 140 millones de reproducciones en Spotify, y en YouTube, logró más de 85 millones de visitas, convirtiéndose en la segunda canción más escuchada de la banda (después de Soldadito Marinero).

## Premios y reconocimientos
| Año  | Premio               | Categoría     | Resultado |
| ---- | -------------------- | ------------- | --------- |
| 2007 | Premios de la Música | Mejor Canción | Ganador   |

## Certificaciones
| Pais   | Organismo certificador | Certificación | Ref.  |
| ------ | ---------------------- | ------------- | ----- |
| España | PROMUSICAE             | 6× Platino    | [ 7 ] |

## Versiones
- En 2024, la cantante gitana española Alba Molina, junto al guitarrista Rafael Riqueni, interpretaron el tema a su estilo flamenco/rumba para el disco "25 años"[8]

## Participantes

#### Miembros del grupo
* Adolfo “Fito” Cabrales: Voz principal, guitarra eléctrica y acústica y líder.
* Carlos Raya: Guitarra eléctrica, slide y pedal steel y coros.
* Javier Alzola: Saxofón.
* José “El niño” Bruno: Batería.
* Candy Caramelo: Bajo y coros.
* Joserra Senperena: Hammond y piano.